# Гермерсхаймська лінія

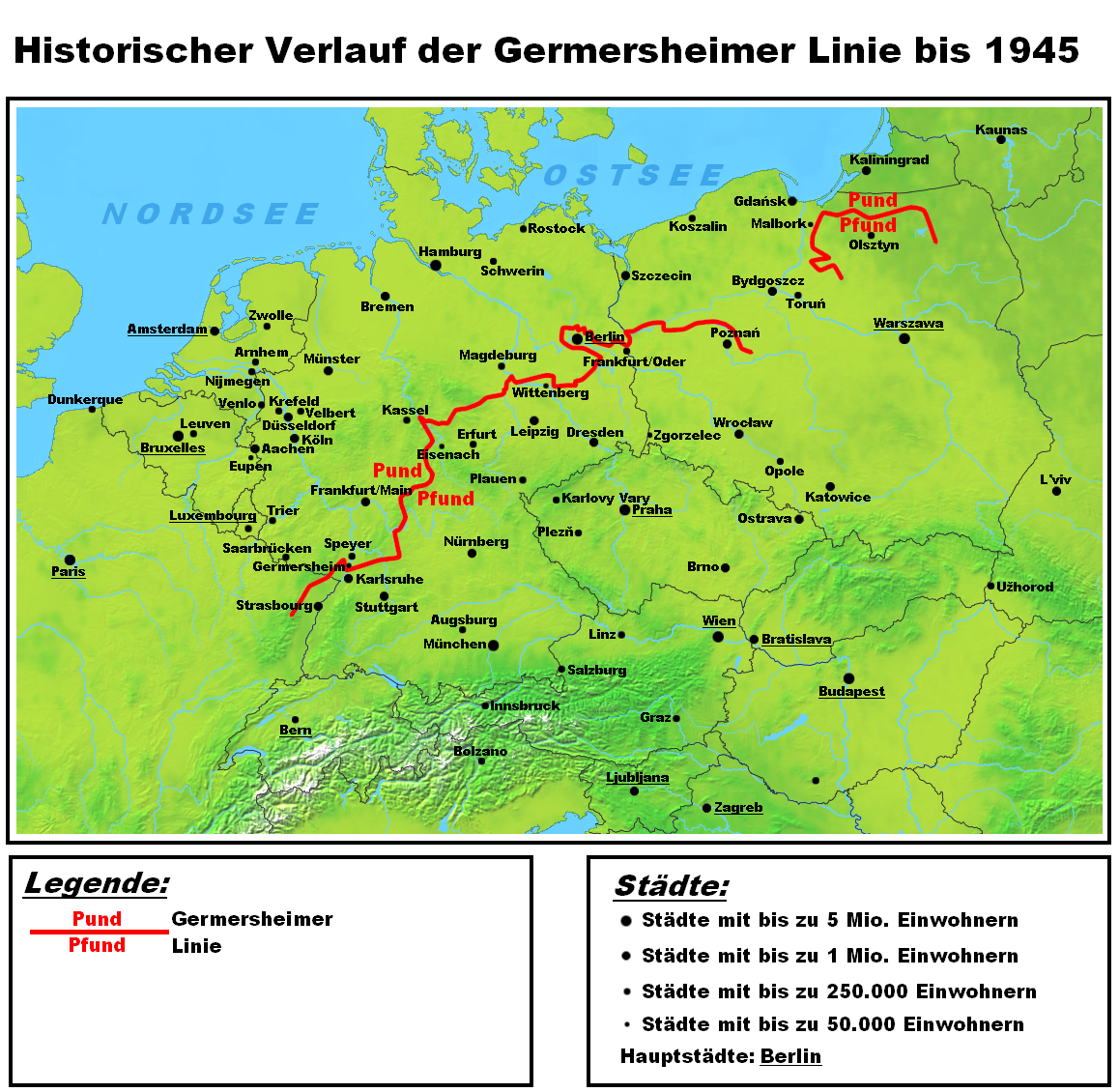
Проходження Гермерсхаймської лінії

Гермерсхаймська лінія — це ізоглоса, яка примикає до Шпаєрської лінії, так звана лінія Pund-Pfund (форми слова фунт): в районах на північ від лінії другий зсув приголосних є неповним, на позначення фунта вживається слово /pund/, в той час як на південь від лінії вживається слово /(р)fund/. Однак, оскільки ізоглоси Appel/Apfel та Pund/Pfund мають майже однакове проходження на багатьох відтинках, у германістиці стало звичним розглядати в таких випадках обидві ізоглоси разом, оскільки описана тут ізоглоса є лише другорядною відносно Шпаєрської лінії.

## Після розділення з Шпаєрською лінією
Перебіг західної частини Гермерсхаймської лінії дуже схожий на перебіг Шпаєрської лінії, хоча лінії й розходяться час від часу. Зокрема, Гермерсхаймська лінія перетинає Рейн у місті Гермерсхайм, якому й завдячує своєю назвою, що дещо південніше Шпаєра. Біля міста Фаха Гермерсхаймська лінія остаточно відділяється й далі проходить у напрямку Касселя, на схід від котрого вона зустрічається із Бенратською лінією. Разом з цією ізоглосою лінія рухається на схід, де раніше (до депортації німців з території нинішньої Польщі після 1945 року) вона обривалася в районі Познані, щоб відновитися у Східній Пруссії.